# Ḩoseynābād-e Chūlak
Ḩoseynābād-e Chūlak (persiska: حُسِينابادِ چولَك, حُسِين آباد, حسین آباد چولک) är en ort i Iran.   Den ligger i provinsen Hamadan, i den nordvästra delen av landet, 300 km sydväst om huvudstaden Teheran. Ḩoseynābād-e Chūlak ligger 1 538 meter över havet och antalet invånare är 265.
Terrängen runt Ḩoseynābād-e Chūlak är varierad. Runt Ḩoseynābād-e Chūlak är det ganska tätbefolkat, med 124 invånare per kvadratkilometer. Närmaste större samhälle är Nahāvand, 11,6 km sydost om Ḩoseynābād-e Chūlak. Trakten runt Ḩoseynābād-e Chūlak består i huvudsak av gräsmarker.